# Партизански споменик изнад Книна
Монументални споменик на брду Спас изграђен је 1969. године у спомен на пале борце НОБа током ослобођења Книна у Другом светском рату. Споменик је био висок 25 метара и гордо је стајао на брду Спас све до 1995. године када је током грађанског рата у Југославији срушен од стране хрватских снага.

## Историјска позадина
Битка за Книн је била завршна фаза ослобођења Далмације од фашистичких окупатора и њихових колаборациониста. Офанзиву је водио Осми далматински корпус са 40.000 војника од 13. октобра до 3. децембра 1944. године када је Книн ослобођен.

## Локација
Споменик се налази на једном од брежуљка брда Спас са кога се пружа одличан поглед на Книн. Иако се налази на брду, постоји проходан пут који води до споменика. До данас није било озбиљне иницијативе за обнову споменика који симболизује храбру борбу партизана, а исто тако не постоји ни спомен-плоча покрај рушевина споменика.